# Pro Karelia
Pro Karelia är en finländsk rörelse som syftar till att befrämja återföreningen med Finland av de områden som 1944 avträddes till Sovjetunionen.
Pro Karelia, som har sitt säte i Helsingfors, grundades 1999 ur det äldre Karelska förbundet. Organisationen vädjar till en vidsträckt internationell opinion bland annat genom att upprätthålla Internetsidor på åtta språk. I hemlandet samlade den hösten 2004 in omkring 100 000 namn som krävde Karelen åter.  Vid sidan av detta verkar man för att bevara och sprida kunskap om den karelska kulturen och utger sedan 2004 tidskriften Karelia Klubi, vilket även är namnet på en förening grundad samma år (omkring 2 000 medlemmar). Denna arbetar likaså för återföreningen och bevarandet av karelsk kultur och har intimt samarbete med Pro Karelia, bland annat i utgivandet av nämnda tidskrift.